# Tacachi (gemeente)
Tacachi is een gemeente (municipio) in de Boliviaanse provincie Punata in het departement Cochabamba. De gemeente telt naar schatting 1.413 inwoners (2018). De hoofdplaats is Tacachi.